# Partir (film, 1931)
Pour les articles homonymes, voir Partir.
Pour plus de détails, voir Fiche technique et Distribution.
Partir est un film français, réalisé par Maurice Tourneur, sorti en 1931. Il est l'adaptation du roman Partir... de Roland Dorgelès.

## Synopsis
Jacques a tué par accident son tuteur. Il fuit la France en embarquant dans un bateau pour l'Indochine...
Vers la fin du voyage, dénoncé par un autre passager, jaloux de l'intérêt qu'il porte à une passagère, il se jette à l'eau et se noie.

## Fiche technique
- Titre original : Partir
- Réalisation : Maurice Tourneur
- Assistant : Jacques Tourneur
- Scénario : d'après le roman éponyme de Roland Dorgelès
- Décors : Jacques Colombier
- Photographie : Georges Benoît et Henri Barreyre
- Son : Carl S. Liverman
- Montage : Jacques Tourneur
- Musique : Roland Manuel
- Production : Bernard Natan, Émile Natan
- Société de production : Pathé-Natan
- Société de distribution : Pathé-Natan
- Pays de production :  France
- Langue originale : français
- Format : noir et blanc — 35 mm — 1,20:1 — son Mono (RCA Recording)
- Genre : drame
- Durée : 100 minutes
- Date de sortie : 
  - France : 28 août 1931

## Distribution
- Jean Marchat : Jacques Largy
- Simone Cerdan : Florence Bernard
- Ginette d'Yd : Odette Nicolai
- Gaby Basset : Carmen
- Charles Prince : Le comique
- Fichel : Prater
- Gaston Mauger : Félix, le directeur
- Georges Paulais : Le docteur
- Charles Barrois : Le commissaire de bord
- Jacques Anderson : Le lieutenant blond
- Lugné-Poe : Daniel Garrot
- Hélène Robert : Micaella
- Christiane Tourneur : Musette
- Valentine Camax : La duègne
- Mary Ganesco : Madame Pascalin
- Jackson : La Basse
- Isabelle Anderson
- Jacques Beauvais
- Georges Benoît
- Raymond Cordy
- Blanche Estival
- Georges Gauthier
- Nicole Martel